# Кальв Арнессон
Кальв Арнессон (Кальфр Арнасон) (др.-сканд. Kálfr Árnason; норв. Kalv Arnesson; ок. 990 — ок. 1051) — норвежский вождь XI века, который сыграл важную роль как в победе над королем Олавом Харальдссоном (позже названного Святым Олафом) в битве при Стиклестадире, так и в возвращении его малолетнего сына Магнуса и возведении его на королевский трон.

## Биография
Кальф был сыном Арни Арнмодссона или Армодссона и Торы Торстейнсдоттир. Финн Арнессон (умер ок. 1065 года) и Торберг Арнессон (умер ок. 1050 года) были его братьями. Арни Арнмодссон был крупным лендрманом и другом конунга Олава Святого. Его сыновья Кальв и Финн были приближенными Олава Святого. Норвежский конунг Олав Харальдссон назначил Кальва своим лендрманом и передал ему в управление Внутренний Трандхейм.
В 1020-е и 1030-е годы Кальв был одним из самых могущественных вождей в Норвегии. Он был женат на Сигрид Торисдоттир, дочери Торира Хунда, а его сестра Рагнхильд была замужем за Хареком из Тьоты. Согласно Обзору саг о норвежских конунгах, Кальв Арнессон выступал против конунга Олава Святого еще в битве при Несжаре в 1016 году. Однако Снорри Стурлусон в «Круге Земном» изображает его как союзника конунга, который, согласно Снорри, даровал Кальву и его жене Сигрид владения убитого язычника Эльвира из Эгга, зак оторым Сигрид была раньше замужем. Согласно Бьярни Гулльбрарскальду, Кальв Арнессон был на стороне конунга Олава Святого в битве против Эрлинга Скьяглссона. В 1028 году после смерти последнего конунг Олав Святой вынужден был бежать из Норвегии. Кальв Арнессон отправился в Англию и пообещал свою поддержку королю Кнуду Великому, правившему в Англии и Дании, который стал новым королем Норвегии в том же 1028 году.
Когда конунг Олав Святой вернулся в Норвегию в 1030 году, чтобы попытаться вернуть свое королевство, согласно скальдической поэме, Кальф был одним из его самых сильных противников. Однако, согласно сагам, его братья Финн и Торберг остались верны Олаву. Ученый Клаус Крэг видит отголоски поцелуев Иуды с Иисусом в сценах в «Круге Земном» между Кальвом и Олавом . В битве при Стиклестаде Кальв Арнессон, Торир Хунд и Харек из Тьотты возглавили крестьянскую армию, которая победила конунга Олава. Согласно «Кругу Земному», сам Кальв Арниссон или его родственник Кальв Арнфинссон нанес бывшему королю один из трех смертельных ран (ранение в шею). Согласно скальду Сигвату Тордасону, смертельный удар Олаву Святому нанес Торир Хунд (Собака).
Кнуд Великий назначил своего сына Свена регентом в Норвегии вместе с матерью Свейна Эльфгифу, известной в Норвегии как Альфифа. Они быстро стали непопулярны, и вполне вероятно, что Кальв и другие лендрманы, поддерживавшие Кнуда, ожидали большего взамен. Примерно в 1034 году Кальв Арнессон и Эйнар Брюхотряс, еще один бывший сторонник Кнуда, отправились в Гардарику (Киевская Русь), откуда привезли на родину 11-летнего Магнуса, незаконнорожденного сына погибшего конунга Олава Святого, который был установлен в 1035 году стал новым конунгом Норвегии и позднее стал известен как Магнус Добрый. Кальв стал приемным отцом и опекуном Магнуса.
Кальв первоначально был самым влиятельным советником молодого короля Магнуса, но позднее приобрел дурную славу, вероятно, из-за стремления его соперника Эйнара Брюхотряса быть его самым могущественным советником. Согласно «Кругу Земному», по настоянию Эйнара конунг Магнус заставил Кальва обвинить себя в смерти своего отца, показав ему точно, где он был убит. Кальв вынужден был бежать из Норвегии, а его владения были конфискованы. Кальв Арнессон провел несколько лет за границей, в Шотландии, Ирландии и на Гебридских островах. Финн Арнессон добился прощения для своего брата Кальва. В 1050 году преемник Магнуса, конунг Норвегии Харальд Суровый, попросил его вернуться, но только для того, чтобы отправить его воевать в Данию, что привело к его смерти примерно в 1051 году. Его брат Финн Арнессон считал, что король поступил с его братом Кальвом несправедливо и порвал с ним из-за этого.